# Bagačiće
Bagačiće (Servisch cyrillisch: Багачиће) is een plaats in de Servische gemeente Sjenica. De plaats telt 85 inwoners (2002).